# Bobby Gilbert
Bobby Gilbert (Dublino, 1939 – Dublino, 20 ottobre 2015) è stato un calciatore irlandese.

## Carriera

### Calciatore

#### Club
Inizia la carriera nel St Patrick's, con cui vince la FAI Cup 1958-1959. Nel 1959 passa al Derry City con cui vince tre North West Senior Cup.
Nel 1963 viene ingaggiato dal Shelbourne, a cui segue il passaggio ai nord-irlandesi del Portadown. Ritorna poi al Derry City con cui gioca nella Coppa dei Campioni 1965-1966, segnando anche due reti nella partita di andata contro i norvegesi del Lyn. L'avventura in coppa terminerà agli ottavi per mano dei belgi dell'Anderlecht.
L'anno seguente passa allo Shamrock Rovers. Con i Rovers conquista nell'arco della sua militanza (1965-1968) tre coppe d'Irlanda, due League of Ireland Shield, una Dublin City Cup, una Top Four Cup ed una Blaxnit Cup. Con i Rovers partecipa anche alla Coppa delle Coppe 1966-1967, con cui raggiunge gli ottavi di finale, persi contro i tedeschi del Bayern Monaco e contro cui segna anche una rete nella gara di ritorno.
Nell'estate 1967, con lo Shamrock Rovers, Gilbert disputò il campionato nordamericano organizzato dalla United Soccer Association: accadde infatti che tale campionato fu disputato da formazioni europee e sudamericane per conto delle franchigie ufficialmente iscritte al campionato, che per ragioni di tempo non avevano potuto allestire le proprie squadre. Lo Shamrock rappresentò i Boston Rovers, e chiuse al sesto ed ultimo posto della Eastern Division, con 2 vittorie, 3 pareggi e 7 sconfitte, non qualificandosi per la finale (vinta dai Los Angeles Wolves, rappresentati dai Wolverhampton).
Nel 1970 viene ingaggiato dal Drumcondra con cui gioca due stagioni, ottenendo come miglior piazzamento il nono posto nella A Division 1968-1969.
Nella stagione 1970-1971 passa al Dundalk, con cui ottiene il nono posto finale e vince la Leinster Senior Cup.
La stagione seguente torna al Shelbourne, chiudendo la stagione al nono posto e bissando il successo in Leinster Senior Cup. Al termine del campionato Gilbert lasciò il calcio giocato.

#### Nazionale
Ha giocato un incontro amichevole con la nazionale dell'Irlanda nel 1966.

##### Cronologia presenze e reti in Nazionale
| Cronologia completa delle presenze e delle reti in nazionale ― Irlanda | Cronologia completa delle presenze e delle reti in nazionale ― Irlanda | Cronologia completa delle presenze e delle reti in nazionale ― Irlanda | Cronologia completa delle presenze e delle reti in nazionale ― Irlanda | Cronologia completa delle presenze e delle reti in nazionale ― Irlanda | Cronologia completa delle presenze e delle reti in nazionale ― Irlanda | Cronologia completa delle presenze e delle reti in nazionale ― Irlanda | Cronologia completa delle presenze e delle reti in nazionale ― Irlanda |
| Data                                                                   | Città                                                                  | In casa                                                                | Risultato                                                              | Ospiti                                                                 | Competizione                                                           | Reti                                                                   | Note                                                                   |
| ---------------------------------------------------------------------- | ---------------------------------------------------------------------- | ---------------------------------------------------------------------- | ---------------------------------------------------------------------- | ---------------------------------------------------------------------- | ---------------------------------------------------------------------- | ---------------------------------------------------------------------- | ---------------------------------------------------------------------- |
| 4-5-1966                                                               | Dublino                                                                | Irlanda                                                                | 0 – 4                                                                  | Germania                                                               | Amichevole                                                             | -                                                                      |                                                                        |
| Totale                                                                 |                                                                        | Presenze                                                               | 1                                                                      |                                                                        | Reti                                                                   | 0                                                                      |                                                                        |

## Palmarès

### Club
- Coppa d'Irlanda: 4

St Patrick's: 1958-1959
Shamrock Rovers: 1965-1966, 1966-1967, 1967-1968
- League of Ireland Shield: 2

Shamrock Rovers: 1965-1966, 1967-1968
- North West Senior Cup: 3

Derry City: 1959-1960, 1961-1962, 1962-1963
- Dublin City Cup: 1

Shamrock Rovers:1966-1967
- Blaxnit Cup: 1

Shamrock Rovers: 1967-1968
- Leinster Senior Cup: 2

Dundalk: 1970-1971
Shelbourne: 1971-1972